# Upstate South Carolina
Die Metropolregion Upstate South Carolina (englisch: The Upstate oder  The Upcountry als veraltete Bezeichnung) ist eine Metropolregion im US-Bundesstaat South Carolina.
Sie stellt eine durch das Office of Management and Budget definierte Combined Statistical Area (CSA) dar und wird von der Behörde offiziell als Greenville–Spartanburg–Anderson, SC Combined Statistical Area bezeichnet.
Zum Zeitpunkt der Volkszählung von 2020 lebten dort 1.511.905 Einwohner.

## Definitionen

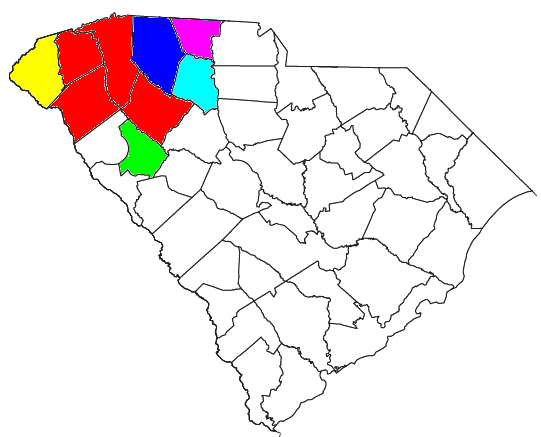
Karte von South Carolina mit den hervorgehobenen MSA und μSA im Bereich der Upstate region:
Greenville–Anderson–Greer MSA
Spartanburg MSA
Seneca μSA
Greenwood μSA
Gaffney μSA
Union μSA

Die Metropolregion The Upstate umfasst in der allgemein gebräuchlichen Definition die 10 Countys entlang der Interstate I-85 im Nordwesten South Carolinas. Die I-85 verbindet Atlanta und Charlotte. Die Metropolregion liegt zwischen diesen beiden Ballungsgebieten der angrenzenden Bundesstaaten Georgia und North Carolina.
Den Mittelpunkt des Gebietes stellen die Städte Greenville, Spartanburg und Anderson dar.
| Metropolregion | CSA                                 | MSA / µSA                     | County             | Einwohner (Census 2020) |
| -------------- | ----------------------------------- | ----------------------------- | ------------------ | ----------------------- |
| The Upstate    | Greenville–Spartanburg–Anderson CSA | Greenville–Anderson–Greer MSA | Greenville County  | 525.534                 |
| The Upstate    | Greenville–Spartanburg–Anderson CSA | Greenville–Anderson–Greer MSA | Anderson County    | 203.718                 |
| The Upstate    | Greenville–Spartanburg–Anderson CSA | Greenville–Anderson–Greer MSA | Pickens County     | 131.404                 |
| The Upstate    | Greenville–Spartanburg–Anderson CSA | Greenville–Anderson–Greer MSA | Laurens County     | 67.539                  |
| The Upstate    | Greenville–Spartanburg–Anderson CSA | Spartanburg MSA               | Spartanburg County | 327.997                 |
| The Upstate    | Greenville–Spartanburg–Anderson CSA | Seneca                        | Oconee County      | 78.607                  |
| The Upstate    | Greenville–Spartanburg–Anderson CSA | Greenwood                     | Greenwood County   | 69.351                  |
| The Upstate    | Greenville–Spartanburg–Anderson CSA | Gaffney                       | Cherokee County    | 56.216                  |
| The Upstate    | Greenville–Spartanburg–Anderson CSA | Union                         | Union County       | 27.244                  |
| The Upstate    | -                                   | -                             | Abbeville County   | 24.295                  |
| Total          | Total                               | Total                         | Total              | 1.511.905               |

### Combined Statistical Area
Combined Statistical Area fasst benachbarte Metropolitan Statistical Area und Micropolitan Statistical Area zusammen, die, gemessen am Pendlerverkehr, soziale und wirtschaftliche Bindungen aufweisen.
Die Greenville–Spartanburg–Anderson, SC Combined Statistical Area setzt sich aus 2 Metropolitan Statistical Area und 4 Micropolitan Statistical Area zusammen und beinhaltet 9 Countys. 2015 wurde diese CSA erstmals vom Office of Management and Budget mit 10 Countys definiert.
Seit 2018 ist Abbeville County nicht mehr Bestandteil der Combined Statistical Area, da das County die Definition für eine Micropolitan Statistical Area nicht erfüllt. Im Abbeville County befindet sich kein Ort mit mehr als 10.000 Einwohnern.

### Metropolitan Statistical Area
Metropolitan Statistical Area (MSA) haben mindestens einen Ort mit mindestens 50.000 Einwohnern.
Die Greenville–Anderson–Greer, SC Metropolitan Statistical Area besteht aus den Countys Greenville, Anderson, Pickens und Laurens.

Die Spartanburg, SC Metropolitan Statistical Area besteht nur aus dem Spartanburg County.

### Micropolitan Statistical Area
Micropolitan Statistical Area (µSA) haben mindestens einen Ort mit mindestens 10.000 aber weniger als 50.000 Einwohnern.
Die 4 Micropolitan Statistical Areas im Upstate sind:
- Seneca, SC Micropolitan Statistical Area entspricht dem Oconee County.
- Gaffney, SC Micropolitan Statistical Area entspricht dem Cherokee County.
- Greenwood, SC Micropolitan Statistical Area entspricht dem Greenwood County.
- Union, SC Micropolitan Statistical Area entspricht dem Union County.

### Namensherkunft
Der Name „The Upstate“ spielt auf die gegenüber dem übrigen Bundesstaat erhöhte Lage der Region an den Ausläufern der Appalachen auf dem Piedmont Plateau an. Der historische Begriff The Upcountry ist das Gegenstück zur Lowcountry Küstenregion in South Carolina. Zwischen diesen beiden Regionen befindet sich die als The Midlands bezeichnete Metropolregion Columbia.

## Geografie
| Orte mit mehr als 10.000 Einwohnern in der Metropolregion |                            |                         |
| Ort                                                       | Einwohnerzahl Census: 2020 | County                  |
| Greenville                                                | 70.720                     | Greenville              |
| Spartanburg                                               | 38.732                     | Spartanburg             |
| Anderson                                                  | 28.106                     | Anderson                |
| Greenwood                                                 | 22.545                     | Greenwood               |
| Greer                                                     | 35.308                     | Greenville, Spartanburg |
| Mauldin                                                   | 24.724                     | Greenville              |
| Easley                                                    | 22.921                     | Anderson, Pickens       |
| Simpsonville                                              | 23.354                     | Greenville              |
| Taylors                                                   | 23.222                     | Greenville              |
| Wade Hampton                                              | 21.482                     | Greenville              |
| Clemson                                                   | 17.681                     | Anderson, Pickens       |
| Gaffney                                                   | 12.764                     | Cherokee                |
| Berea                                                     | 15.578                     | Greenville              |
| Five Forks                                                | 17.737                     | Greenville              |
| Gantt                                                     | 15.006                     | Greenville              |
| Parker                                                    | 13.407                     | Greenville              |

### Einwohnerreichste Orte
Das Census Bureau definiert sogenannte principal cities nach ihrer Einwohnerzahl und Beschäftigung. Im Allgemeinen pendeln in eine principal city zur Arbeit mehr Menschen hinein als hinaus. Im März 2020 wurden vom Census Bureau folgende Städte als principal cities geführt:  Greenville, Spartanburg und Anderson für die MSA und Seneca, Greenwood, Gaffney und Union für die µSA.

Die 3 größten Städte in der Region
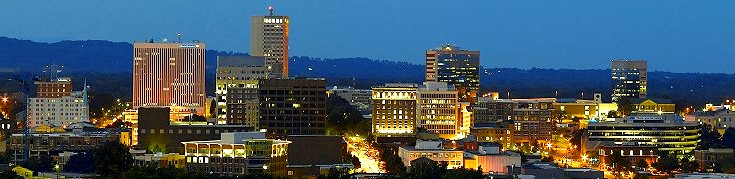
Skyline von Greenville
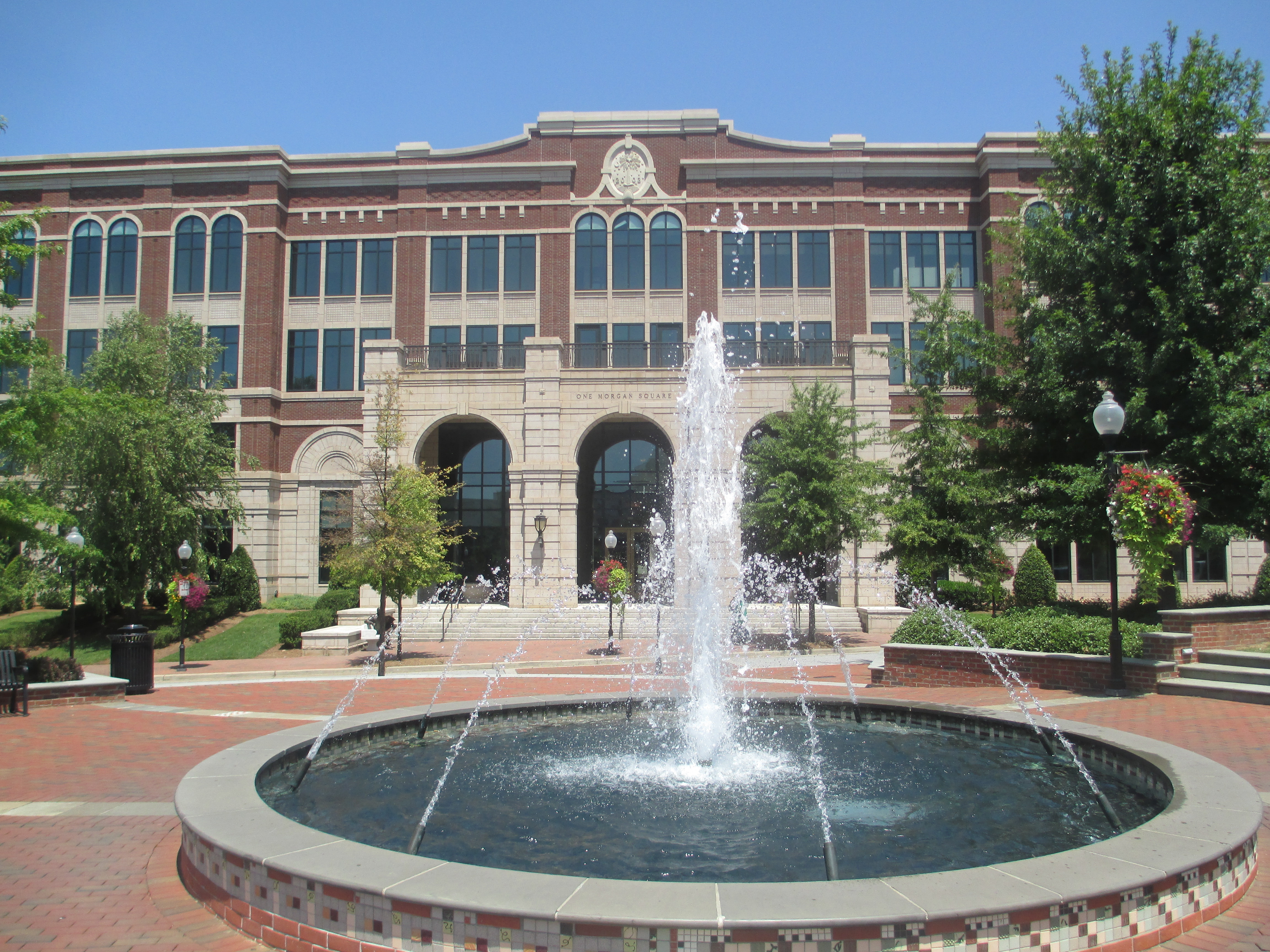
Spartanburg
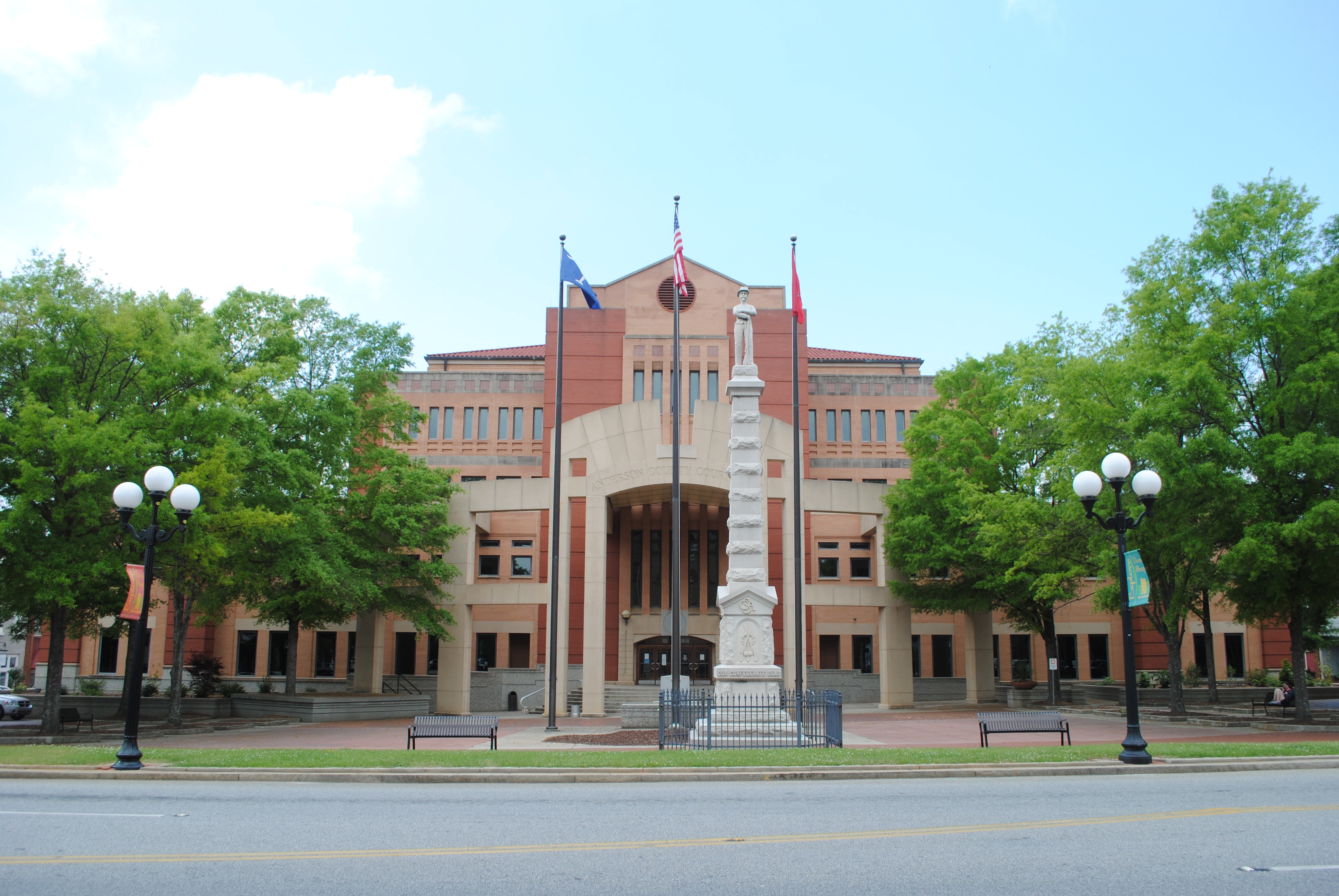
Anderson

## Bildung

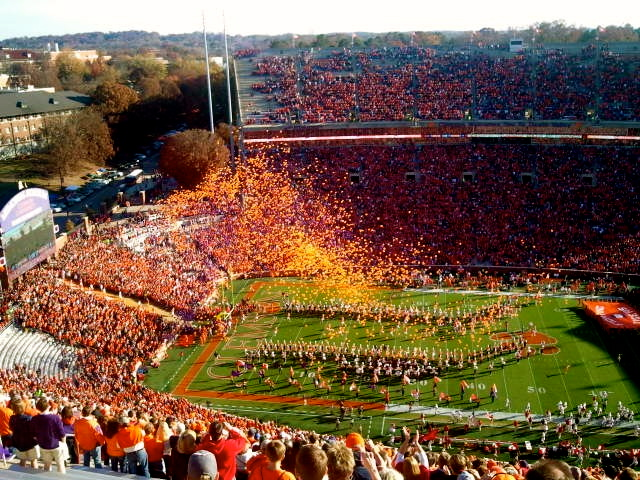
Clemson University Memorial Stadium

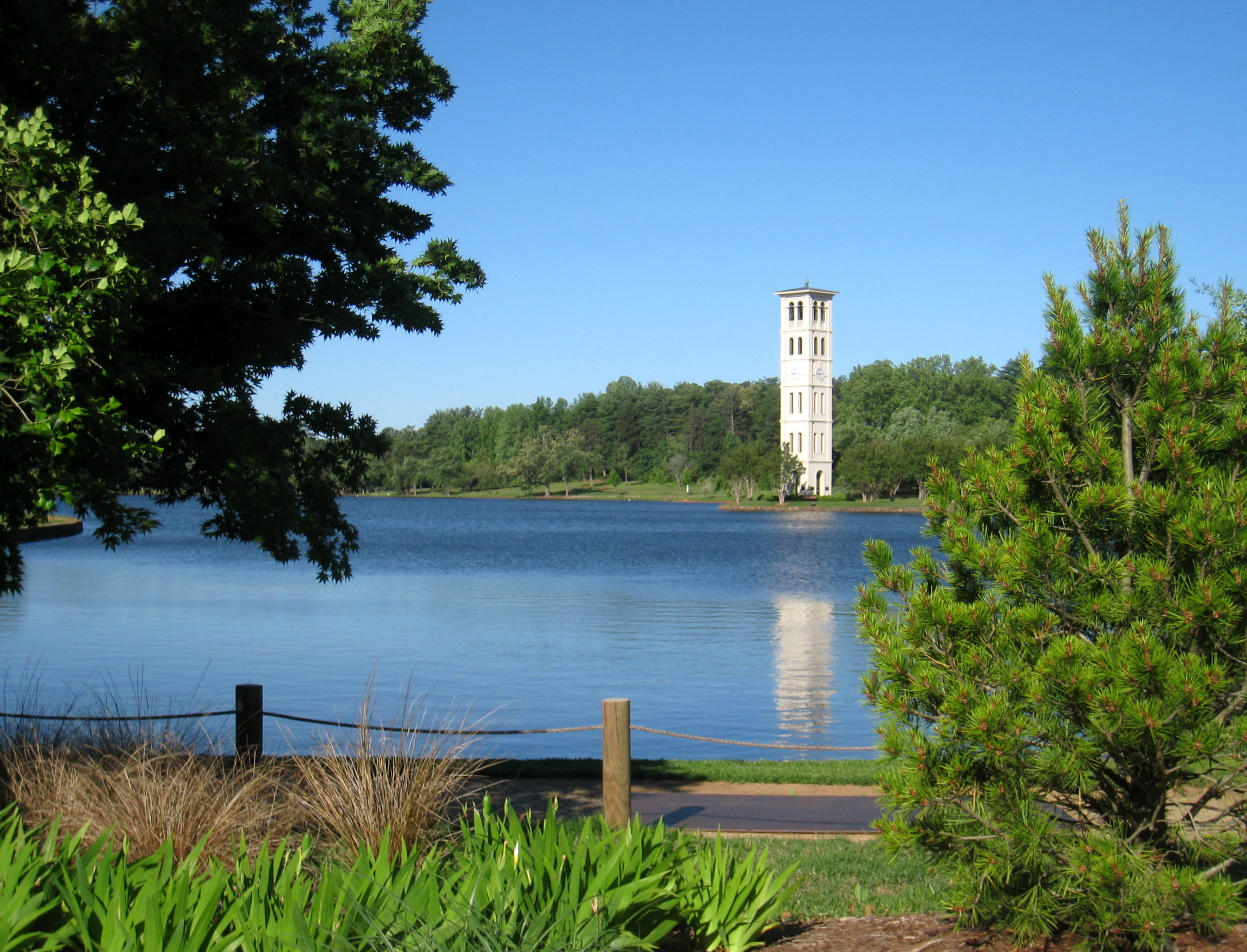
Furman University Glockenturm

Die folgende Liste enthält die Bildungseinrichtungen (Colleges und Universitys) in der Region:
- Anderson University
- Bob Jones University
- Clemson University
- Converse College
- Edward Via College of Osteopathic Medicine – Carolinas
- Erskine College
- Furman University
- Greenville Technical College
- Greenville Presbyterian Theological Seminary
- Lander University
- Limestone College
- North Greenville University
- Piedmont Technical College
- Presbyterian College
- Sherman College of Chiropractic
- Southern Wesleyan University
- Spartanburg Methodist College
- Spartanburg Community College
- Tri-County Technical College
- University of South Carolina Upstate
- University of South Carolina Union
- Wofford College

## Wirtschaft
Der Großteil der Geschäfte und des Handels im Upstate findet in Greenville County statt. Viele Finanzinstitute haben regionale Niederlassungen in der Innenstadt von Greenville. Dazu gehören die Bank of America und die inzwischen aufgelöste Wachovia.
Weitere wichtige Wirtschaftszweige im Upstate sind die Automobilindustrie, die sich vor allem auf den Korridor zwischen Greenville und Spartanburg rund um die BMW-Produktionsstätte in Greer konzentriert.
Ein weiterer wichtiger Industriezweig im Upstate ist das Gesundheitswesen und die Pharmaindustrie.  Das Greenville Hospital System und das Bon Secours St. Francis Health System sind die größten Unternehmen des Gesundheitssektors in der Region.
Der Upstate beherbergt auch eine Vielzahl von privatwirtschaftlichen und universitären Forschungseinrichtungen, darunter F&E-Einrichtungen für Michelin, Fuji und General Electric sowie Forschungszentren zur Unterstützung der Automobil-, Biowissenschafts-, Kunststoff- und Photonikindustrie. Die Clemson University, BMW, IBM, Microsoft und Michelin haben ihre Ressourcen gebündelt, um das Clemson University International Center for Automotive Research zu gründen, einen Forschungspark, der auf die Entwicklung von Automobiltechnologie spezialisiert ist.
Nach der Erstinvestition 1994 von BMW sind ausländische Unternehmen im Upstate stark vertreten.
Mehrere große Unternehmen haben in der Region regionale, nationale oder kontinentale Hauptsitze eingerichtet.
- Die einzige nordamerikanische Produktionsstätte BMW US Manufacturing Company befindet sich in Spartanburg County.[9]
- Fujifilm errichtete seine erste Produktionsstätte 1988 in den USA in Greenwood County[10].
- Der Hauptsitz von Michelin in North America befindet sich in Greenville, zusammen mit verschiedenen Produktionsstätten, einer Forschungs- und Entwicklungseinrichtung und einer Teststrecke im Upstate. Michelin beschäftigt mehr als 9.700 Mitarbeiter in South Carolina[11].

## Infrastruktur
Der Upstate wird von zwei großen Interstate-Autobahnen bedient, der I-85 und der I-26. Weitere wichtige Ausläufer der Interstate sind die I-185, die I-385 und die I-585.
Der größte Flughafen der Region ist der Greenville-Spartanburg International Airport, der fast auf halber Strecke zwischen Greenville und Spartanburg im Vorort Greer liegt. Greenville, Spartanburg, Anderson, Clemson, Pickens, Union und Gaffney haben jeweils kleinere Flugplätze. Die Amtrak-Züge der Crescent Line halten in Spartanburg, Greenville und Clemson.

## Medien
Die Region Upstate wird von drei Regionalzeitungen versorgt: Die Greenville News, das (Spartanburg) Herald-Journal und die Anderson Independent-Mail, von denen jede ihre eigene Stadt und ihr Umland versorgt.